# Beneluks

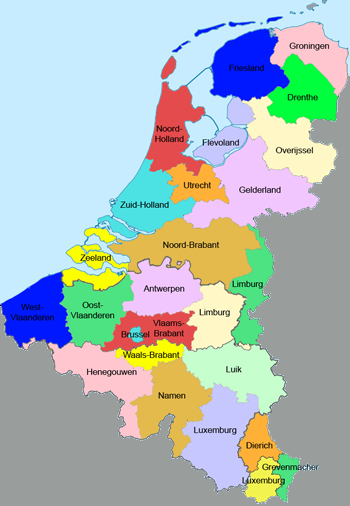
Podział administracyjny państw Beneluksu

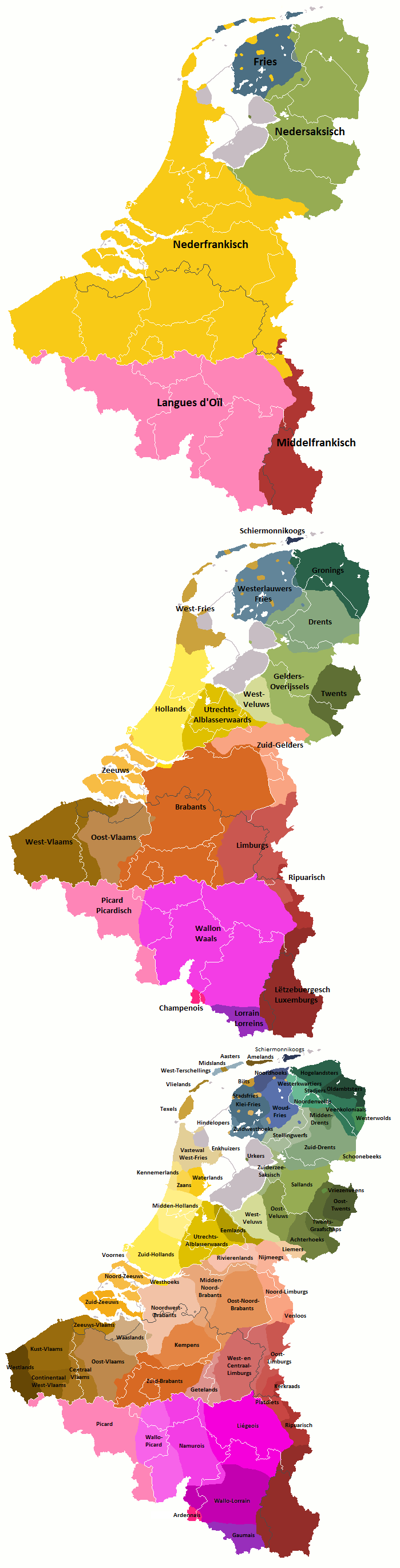
Mapa zasięgu poszczególnych języków i dialektów na terenie Beneluksu

Beneluks, Benelux – region w Europie Zachodniej składający się z trzech sąsiadujących ze sobą monarchii: Belgii, Holandii i Luksemburga. Słowo Benelux to skrót powstały z połączenia pierwszych sylab nazw tych państw (francuska/niderlandzka, w nawiasach polska nazwa): Belgique/België (Belgia), Nederland (Holandia), Luxembourg/Luxemburg (Luksemburg). 
Pierwotnie określenie Benelux oznaczało jedynie unię celną wspomnianych państw.

## Historia
Unia gospodarcza i monetarna łącząca Belgię i Luksemburg (Beluks) została pierwotnie powołana w 1921. W 1943 przez rządy Belgii, Holandii i Luksemburga na uchodźstwie, przebywające w tym czasie w Londynie, została zawarta umowa monetarna. Traktat ustanawiający unię celną został podpisany 5 września 1944 i wszedł w życie w 1948. Przestał obowiązywać w 1960, kiedy to unia celna została zastąpiona Unią Ekonomiczną Beneluksu.
Powołanie tej organizacji przyczyniło się do powstania w późniejszym czasie Unii Europejskiej, której założycielami były właśnie kraje Beneluksu, a także RFN, Francja i Włochy.
W 1955 została utworzona Międzyparlamentarna Rada Konsultacyjna Beneluksu, nazwana potem nieoficjalnie parlamentem Beneluksu. Zgromadzenie składa się z 21 członków parlamentu holenderskiego, 21 członków parlamentów narodowego i regionalnego Belgii i 7 członków parlamentu luksemburskiego.
Traktat powołujący Unię Ekonomiczną Beneluksu (niderl. Benelux Economische Unie, fr. Union Économique Benelux) został podpisany w 1958, a wszedł w życie w 1960. Jego celem było umożliwienie wolnego przepływu pracowników, kapitału, usług i dóbr w regionie. W 1970 zniesiono kontrolę na wewnętrznych granicach Beneluksu.
17 czerwca 2008 podpisano w Hadze nowy traktat, zastępujący poprzedni, który miał wygasnąć w 2010. Na mocy nowego traktatu organizacja zmieniła nazwę na Unię Beneluksu (niderl. Benelux Unie, fr. Union Benelux).
Organami Unii Beneluksu są:
- Komitet Ministrów – najwyższy organ w strukturze
- Rada Beneluksu – główny organ wykonawczy
- Międzyparlamentarna Rada Konsultacyjna Beneluksu (zwana także parlamentem Beneluksu)
- Trybunał Sprawiedliwości Beneluksu
- Sekretariat Generalny Beneluksu

Główna siedziba (sekretariat) organizacji znajduje się w Brukseli.
Ostatnią instytucją wspomnianą w traktacie, niestanowiącą jednak części struktury Unii, jest Urząd Własności Intelektualnej Beneluksu.